# Carrión de los Céspedes
Carrión de los Céspedes és una localitat de la província de Sevilla, Andalusia, Espanya. L'any 2005 tenia 2.274 habitants. La seva extensió superficial és de 6 km² i té una densitat de 379,0 hab/km². Les seves coordenades geogràfiques són 37° 22′ N, 6° 19′ O. Està situada a una altitud de 88 metres i a 36 kilòmetres de la capital de la província, Sevilla.

## Demografia
| 1996  | 1998  | 1999  | 2000  | 2001  | 2002  | 2003  | 2004  | 2005  | 2006  |
| ----- | ----- | ----- | ----- | ----- | ----- | ----- | ----- | ----- | ----- |
| 2.257 | 2.271 | 2.306 | 2.331 | 2.315 | 2.323 | 2.296 | 2.292 | 2.274 | 2.267 |

## Personatges cèlebres
- Bernardo Sánchez Bascuñana (1905-1972), un dels darrers botxins actius a Espanya.